# 21 a.C.
Il 21 a.C. (XXI a.C. in numeri romani) è un anno  del I secolo a.C.

## Eventi
- Consolato di Marco Lollio e Quinto Emilio Lepido
- Matrimonio di Marco Vipsanio Agrippa e Giulia maggiore, figlia di Augusto